# Lingue maleo-polinesiache orientali
Le lingue maleo-polinesiache orientali (in inglese "Eastern Malayo-Polynesian (EMP) languages") sono un insieme di 547 lingue, che formano un sottogruppo delle lingue maleo-polinesiache appartenente alla famiglia austronesiana. Le relazioni reciproche tra queste lingue non sono supportate da una grande massa di dati linguistici, quindi la determinazione del gruppo non è universalmente accettata: per Malcolm Ross, essenzialmente, non ci sono prove ("essentially no evidence") che le lingue halmahera-cenderawasih e le lingue oceaniche siano così legate da formare un unico sottogruppo all'interno delle lingue maleo-polinesiache, mentre un'analisi del 2008 da parte dei linguisti di Austronesian Basic Vocabulary Database danno alla proposta un grado di certezza di solo il 58%.

## Classificazione
Secondo Ethnologue, il gruppo delle lingue maleo-polinesiache orientali è formato da due rami principali::
- Lingue oceaniche (formato da 506 lingue)
- Lingue halmahera-cenderawasih (di 41 lingue)[2]